# なめたらいかんぜよ。MARI
なめたらいかんぜよ。MARI（なめたらいかんぜよ。まり、1978年4月20日- ）は、日本のお笑い芸人（ピン芸人）である。
本名及び旧芸名、山崎 真理 （やまさき まり）。一部で本名名義やMARI名義でも活動している。
また、YouTube芸人としての活動も行っている。
高知県高知市出身、高知県住みますタレントとして活動。吉本興業所属。

## 来歴
東京NSC14期生（2008年4月入学、2009年4月卒業）。よしもと芸人になる以前から芸能活動を行っており、2003年から2004年の25歳の大学2年生の時に、日本テレビのテレビ番組「恋のから騒ぎ」に10期生としてレギュラー出演していた。また、モデルとしても活動していたこともあり、恋から卒業後の2004年の26歳の時にブライダルモデルとして活動していた。
その後、2008年に30歳でNSC東京校に入学して東京NSC14期生となり、2009年にお笑い芸人としてデビューする。当初は現在の芸名ではなく本名名義で芸人活動をしていた。2009年から、同期芸人（東京NSC14期生）の羽村嶺美（はむら れみ）と共に女性お笑いコンビ、「パンドラ」として活動するも、翌年2010年解散。
パンドラ解散以後の2010年からは、高知市の「よさこい鳴子踊り」で使用する楽器「鳴子（なるこ）」を相方とし、本名名義でピン芸人活動を開始する。数年ほど本名名義で活動した後、2012年3月1日より、本名から芸名での活動に変更して、「なめたらいかんぜよ。MARI」に改名した。
2012年8月、「GYAO!」3周年特別投票企画「かわいすぎる女芸人No.1決定戦」の、かわいすぎるよしもと女芸人14名の中の1人に最年長でエントリーされ、結果は第8位であった。これ以後より様々なところで「かわいすぎる女芸人」と称されたり自称したりすることが多くなる。
2012年12月、ロンドンブーツ1号2号・田村淳の「淳の休日」専属アナウンサーに抜擢される。応募者74名、最終審査に残った9名の中から視聴者の圧倒的支持を得て合格となった。
2012年から翌年2013年まで、テレ朝「芸人同棲」の1stシーズン、2ndシーズンに出演し、2013年10月に芸人同棲2ndシーズン内で、後輩芸人（東京NSC17期生）のポニー福元と共に男女お笑いコンビ、「マーマレード」を結成した。しかし活動期間は1年間であり、翌年2014年10月解散。 マーマレード解散以後の2014年からは再度、ピン芸人「なめたらいかんぜよ。MARI」として活動中である。
2013年夏頃から、YouTuber芸人としての活動も開始した。
2015年からは「MARI」名義で、高知さんさんテレビの番組「おちゃのまLive さんスタ!」にレギュラー出演しており、2018年現在もリポーターとしても活動している。テレビ番組やインターネット番組の他、お笑いライブ等の舞台でも活動している。また、書画アーティストMARIとしても活動しており、様々なアート作品も作成（後述）している。
2018年4月7日、よさこい祭りで出会い、一年半の交際を経てカナダ人と国際結婚をした。

## 芸風
ネタ時だけではなく、普段のしゃべり方、しゃべりの内容、雰囲気、行動すべてが不思議系であり、あきらかな不思議ちゃん系キャラである。

## 人物・エピソード
- 本名「山崎真理」の名字の山崎は、「やまざき」と読まれてしまうことが圧倒的に多いが、正しくは「さ」には濁点をつけずに「やまさき」である。
- 使い分けの理由は不明ではあるが、一部の公式アカウントでは「山崎真理」ではなく「山﨑真理」になっており、「崎」の文字が「﨑」となっていて表記が異なっている。2個ある公式Twitterの片方のみや、Youtubeチャンネル等では、「山崎」ではなく「山﨑」の表記が使われている[55]。
- 「なめたらいかんぜよ。MARI」という芸名を、この名前に出会えて本当によかったと思っているほど大変気に入っているが[29]、仕事によっては本名や「MARI」のみの芸名になってしまう場合もある。それらはあくまで別名であり、正式芸名は「なめたらいかんぜよ。MARI」である[56]。
- 基本のしゃべり方はだいたい片言である[57]。
- 最終学歴は高知大学卒業であるが、中学校、高校時代の出身校は、私立高知学芸中高等学校を卒業している[5][22]。
- 「恋のから騒ぎ」出演時代は、説教部屋で明石家さんまにお仕置きされた経験がある[6]。
- お笑い芸人を目指した理由は、恋のから騒ぎで共演していた明石家さんまに再会できたらという想いからであった[1]。しかし出演した番組「芸人同棲」1stシーズンでは前述の理由の他に「100％気の迷いから」という理由も挙げている[57]。
- 男女コンビ「マーマレード」結成以前の2012年、「芸人同棲」1stシーズン内で、「過去に、男女コンビと女のコ同士のコンビ両方組んでいた経験がある」と発言しているが[57]、女性コンビのほうは「パンドラ」であることがわかるが、マーマレードとはまた別の男女コンビのことはブログ等でも一切語られておらず、マーマレードの他に過去組んでいたというもうひとつの男女コンビの詳細は不明であり謎のままである。
- NSC生時代当時、他の女生徒の年齢は全てが10代と20代のみで、同期の女生徒の中では唯一の30代でありおいしく良い意味で目立っていた。東京NSC14期女芸人の最年長である[58]。
- ブログ等のプロフィール欄では何故か生年や年齢を記載しないが、とくに年齢を隠しているというわけではなく、ブログの誕生日記事等では普通に年齢を記載していたり[59]、出演したテレビ番組や淳の休日等のインターネット番組、かわいすぎる女芸人No.1決定戦等の参加企画等では自ら年齢を言っておりちゃんと公表している[1][57][60]。
- よしもと旧公式ブログ（ラフブロ）の旧タイトルは、デビュー当初が「 よしもと芸人・土佐の女、山崎真理のマリブロ☆ 」であり、お笑いコンビ「パンドラ」時代が「 恋のから騒ぎ10期生・よしもと芸人「パンドラ」山崎真理の「だから開けちゃいけないって言ったでしょ!?」 」であった。その後2012年の芸名への改名時からは2018年現在のブログタイトルとなった。なお、お笑いコンビ「マーマレード」時代は特にブログタイトルに変化はないままであった。
- 数多くの様々な資格や免許を取得しており（#取得している資格・免許 参照。）、多才も売りにしている[61]。資格や免許を取得していくことは趣味でもあるため資格は現在進行形で年々増えている。
- 教員免許を持っているため、NSC入学前は塾講師のアルバイトをしていた[57]。
- NSCに入学する30歳以前までは、「地元でくすぶっていた」とも芸人同棲やテレビ番組等で発言している[57][60]。
- 大学生時代、大学1年の頃に、高知大学のミスキャンパスに選ばれた経験がある[1][5][6][62]。2017年には、元ミス高知大の芸人として、ミス高知大、ミスター高知大2017のコンテストの司会の仕事も務めた[63]。
- 2007年12月、ホノルルマラソン初参加で完走した経験を持っている[6][5][64][65]
- NSC生時代のレッスン中、下ネタダンスを無表情で何食わぬ顔で踊っていたため、講師のラッキィ池田に「鉄仮面」というニックネームを名付けられる[6]。
- 先輩芸人のライセンスには「遅れてきた不思議ちゃん」と称されていた[57]。
- 2009年の年末、「ぐるなび 2009年 忘年会特集」の電車内広告ポスター、駅ホーム看板に、同期芸人先輩芸人らと共に出ていた[66]。なお、この時の看板は一部のみが2017年あたりまでぐるなび公式サイト等で使われていた。
- 2010年に「めちゃイケ新メンバーオーディション」を受けており、少しだけではあるが自身のオーディションシーンがめちゃイケ内でOAされた[67]。
- ジャルジャル主演、井筒和幸監督の映画「ヒーローショー」に、元相方や一部の同期芸人らと共にエキストラ出演している[68]。エキストラといっても映画のエンドロール（クレジットタイトル）には本名名義での名前が表記されている。
- 「かわいすぎる女芸人No.1決定戦」にエントリーされた時の優勝公約は「一緒に楽しいお食事会を開きます」であった[1][31][32][38]。
- 特技は、美術全般と書道と墨絵（似顔絵、人物画、生き物画、静物画、風景画）であり[3][6]、書道は小学生の頃から書道教室や部活動で習っていて、2016年10月には書道師範の免許を取得しており[11]、様々な賞を受賞した受賞歴がある[69][70][71][72]。書画アーティストとして書道や墨絵で数多くの作品を作成しており、これらのアート作品はテレビで紹介されたり[73]、様々なアート展に出品されて販売もされたことがある[74][75][76]。ブログにて一般にも筆文字や墨絵のアート制作を引き受けている[13]。また料理や裁縫などの家事も得意である[77]。
- その他の特技に、テレビ番組で何度か披露したスプーン曲げやフォーク曲げもあり[6]、これらも得意ではあるが、これは超能力などではなく力業であり、出演したテレビ番組では明石家さんまや千原ジュニア等に、単なる力業だということを突っ込まれていた[60]。
- 趣味は、作詞作曲、歌、詩や文章を書くこと、資格取得、写真、ファッション、映画鑑賞、美術鑑賞、けん玉、温泉、よさこい鳴子踊り、健康管理、スポーツ（テニス、ゴルフ、水泳、筋トレ、マラソン）等である[3][6]。
- 身長、体重は、2013年の「マンスリーよしもとPLUS2月号」によると、2013年時点で、身長162cm、体重50kg[4]。
- 毎日スポーツジムに通い、筋トレを行っている[1][78]。体を鍛えることが目的であるが、ストレス解消目的のために通うこともある[79]。
- チャームポイントは口唇である[31][32][38]。
- 好きな食べ物は、サムゲタン、鶏肉とカシューナッツの炒め物、トマト、イチゴで、好きな飲み物は、青汁、アサイージュース、碁石茶、紅茶、ココア、コーヒーである[6]。
- 好きな言葉は「冒険」である[6][14]。
- 好きな映画は「不思議の国のアリス」と「スタンド・バイ・ミー」を挙げている[80]。
- 自身の長所には、ポジティブで前向きであることを挙げており、短所には、マイペースであることを挙げている[80]。
- 好きなタイプは年下だと答えている。なお、恋愛に限らず歴代の相方も全て年下と組んでいる。
- 好きなギャグは「砂場に落ちた飴玉は…なめたらいかんぜよ！」という自身のオリジナルギャグを挙げている[80]。
- 尊敬している歴史上の人物は坂本龍馬である[6]。
- 尊敬する吉本の先輩芸人には、番組で共演していた田村淳、ライセンス、そして出身地が同じ高知県のニブンノゴ!等の名前を挙げている[80]。
- 以前は「まりまりふぁんくらぶ」という私設ファンクラブサイトが存在していたが、何の告知もないまま2012年夏頃に閉鎖され見られなくなっている[81][82]。

## 取得している資格・免許
- 書道師範[11][12]
- 高校教諭1種免許（公民）[5][6][12]
- 高校教諭1種免許（商業）[5][6][12]
- 中学校教諭1種免許（社会）[5][6][12]
- 学校図書館司書教諭[5][6][12]
- 博物館学芸員[5][6][12]
- 英検2級[5][6][12]
- 中型自動車第一種免許[5][6]
- 整理収納アドバイザー2級[12]
- けん玉道準初段[5][12][83]
- タオルソムリエ[6][12][84]
- 温泉ソムリエアンバサダー[5][6][12][85]
- 温泉分析書マスター[12]
- 2つ星温泉ソムリエ[12][86]
- 野菜ソムリエ[5][6][12][87][88]

## 出演

### テレビ番組
- 恋のから騒ぎ（日本テレビ、2003年4月 - 2004年3月）- 恋から10期生レギュラー　「山崎真理」名義（よしもとクリエイティブ・エージェンシー所属前）[7][8][9][10]
- 笑う妖精（テレビ朝日、2010年）- お笑いコンビ「パンドラ」「山崎真理」名義
- 芸人同棲（テレビ朝日、テレ朝動画）- 1stシーズン、2ndシーズンレギュラー
- 芸人同棲　特別編（テレビ朝日、2013年3月9日）[89]
- ナオミクローゼット（BS日テレ）[90][91]
- BS吉テレ デジ魂（BS日テレ、2013年12月）
- あらびき団（TBS）[92][93]
- おちゃのまLive さんスタ!（高知さんさんテレビ）- レギュラー「MARI」名義[3]
- Cheeky's a GoGo! 火曜日（BSよしもと、2023年1月 - 6月）
- キクテレミルラジ265 （BSよしもと、2023年7月 - ）※不定期出演

### インターネット番組
- 淳の休日
- よしログ
- ノブコブとゼブラエンジェルのキュイン×2バラエティ[94]
- R藤本の水曜はじけてまざれ！越（ニコニコ生放送）[95]

### ラジオ番組
- 三山ひろしの演歌の夜明け（RKCラジオ）－ゲスト出演[96][97][98]

### 雑誌
- マンスリーよしもとPLUS[99][4]

### お笑いライブ・イベント・舞台
- AGE AGE LIVE（ヨシモト∞ホール）
- 渋谷ばちーんんんLive
- Get King Live
- 彩～irodori～
- 出張ムゲネタ～彩～
- デジタル芸人動画祭[100]
- 芸人同棲 FAN MEETING ネタ＆仮コンビ王決定戦β（神保町花月、芸人同棲ファンイベント）[101][102][103][104][105][106]
- 世界キワモノ演芸 presents Cabaret show「Hey、Gorgeous！」vol.3（よしもと浅草花月）

他多数

#### 参加したお笑いコンテスト・賞レース
- R-1ぐらんぷり[107][108][109]
- M-1グランプリ（お笑いコンビ「パンドラ」時代）
- キングオブコント（お笑いコンビ「マーマレード」時代）
- 歌ネタ王決定戦

※いずれも途中敗退